# اولنغ (سلطانية)
اولنغ (بالفارسية: اولنگ) هي قرية تقع في إيران في قسم سلطانیة الریفي. يقدر عدد سكانها بـ 112 نسمة بحسب إحصاء 2016.